# Leandro Sorio
Leandro Sorio (Brescia, 30 marzo 1899 – Tavernole sul Mella, 14 dicembre 1975) è stato un anarchico italiano.

## Biografia
Nasce a Brescia il 30 marzo 1899 da Luigi e Tassi Maria, di professione cameriere, e stando alle fonti di Polizia, Sorio non svolge attività politica nel periodo della sua residenza a Brescia.
Il trasferimento a Roma nel 1920 favorisce un avvicinamento ai gruppi libertari. Nella capitale Sorio è coinvolto nelle indagini riguardanti l'attentato subito da Benito Mussolini l'11 settembre 1926 ad opera dell'anarchico Gino Lucetti. Sorio è accusato di avere ospitato Lucetti nella propria stanza dell'albergo Trento e Trieste dove lavorava.
Nel giugno 1927, al termine del processo nel quale si dichiara innocente, viene condannato a 20 anni di reclusione, scontati in varie prigioni dello Stato. Nel 1937 viene amnistiato, ma riarrestato una settimana dopo l'uscita dal carcere.
Sorio in prigione irrobustisce e irrigidisce la propria fede politica. Le autorità sottolineano la pericolosità dell'individuo e ne consigliano l'invio al confino, provvedimento attuato nel settembre 1937, nelle isole di Ponza e Tremiti, dove Sorio frequenta principalmente elementi anarchici. Nel giugno 1942, scaduto il periodo detentivo, i funzionari decidono di trattenerlo ulteriormente per ragioni belliche.
La prefettura registra il suo rientro a Brescia nell'agosto 1943, attivo nella Resistenza bresciana. Nel dopoguerra si trasferisce a Tavernole sul Mella, in provincia di Brescia, dove continua a professare il proprio credo politico e si impegna principalmente nel campo cooperativo. Muore a Tavernole il 14 dicembre 1975.